# The Receiving End of Sirens
I The Receiving End of Sirens (Spesso abbreviato in TREOS) sono un gruppo musicale experimental/post-hardcore formato nel 2003 a Boston, Massachusetts. Il suono della band incorpora elementi da diversi generi e stili, tra cui heavy metal, musica elettronica, punk e rock progressivo.

## Storia
La band venne formata nel 2003 e il nome scelto è stato spiegato dal batterista Andrew Cook:
La band ha suonato tutte le date del Warped Tour 2005 ed è andata in tour con diverse band, tra cui Gatsbys American Dream, A Wilhelm Scream, Thirty Seconds to Mars, Funeral for a Friend, Saves the Day, Senses Fail, Thrice, e New Found Glory.
Il primo tour da headliner della band, il "The New Hope Tour", è iniziato il 31 marzo 2006. Circa una settimana dopo l'inizio del tour, il chitarrista/cantante Alex Bars è caduto da una rampa di scale rompendosi una scapola e due costole. Nonostante ciò, ha deciso di continuare il tour. I support acts del tour sono stati As Tall as Lions, A Thorn for Every Heart, Hit the Lights, e I Am the Avalanche. Nel maggio 2006 l'altro chitarrista e cantante Casey Crescenzo uscì dalla formazione per lavorare a tempo pieno su un suo side-project, i The Dear Hunter. Il 6 novembre 2006 la band ha annunciato il sostituto di Crescenzo, Brian Southall (ex-batterista dei Boys Night Out), nel ruolo di chitarrista, tastierista e secondo cantante.
Il 18 marzo 2008 la band ha annunciato il proprio scioglimento (tramite un messaggio pubblicato sul loro Myspace), causa principale del quale sono le nuove priorità del cantante/bassista Brendan Brown, da poco diventato padre. Gli ultimi due concerti si sono svolti nel maggio 2008. Nel dicembre 2024, fu annunciata la reunion della band.

## Formazione
Ultima
- Brendan Brown – voce, basso (2003-2008, 2010-2012, 2020, 2025)
- Alex Bars – voce, chitarra ritmica (2003-2008, 2010-2012, 2020, 2025)
- Nate Patterson – chitarra solista, tastiera (2003-2008, 2010-2012, 2020, 2025)
- Andrew Cook – batteria, programmazione (2003-2008, 2010-2012, 2020, 2025)
- Casey Crescenzo – voce, chitarra, tastiera, programmazione (2004-2006, 2010-2012, 2020, 2025)
- Brian Southall – chitarra, voce, tastiera (2006-2008, 2010-2012, 2020, 2025)

Ex-componenti
- Ben Potrykus – voce (2003)

## Discografia

### Album in studio
- 2005 – Between the Heart and the Synapse
- 2007 – The Earth Sings Mi Fa Mi

### EP
- 2004 – The Receiving End of Sirens E.P.